# Таноре (подокруг)
Таноре (бенг. তানোর, англ. Tanore) — подокруг на северо-западе Бангладеш. Входит в состав округа Раджшахи. Образован в 1869 году. Административный центр — город Таноре. Площадь подокруга — 295,39 км². По данным переписи 1991 года численность населения подокруга составляла 138 015 человек. Плотность населения равнялась 587 чел. на 1 км². Уровень грамотности населения составлял 28 %. Религиозный состав: мусульмане — 82,32 %, индуисты — 10,44 %, христиане — 2,13 %, прочие — 5,11 %.